# (34823) 2001 SM155
2001 SM155 (asteroide 34823) é um asteroide da cintura principal. Possui uma excentricidade de 0.10697520 e uma inclinação de 6.11934º.
Este asteroide foi descoberto no dia 17 de setembro de 2001 por LINEAR em Socorro.